# Замок Бонковец
Замок Бонковец (пол. Zamek Bąkowiec) — руины рыцарского замка XIV века в селе Морско в гмине Влодовице Заверценского повята Силезского воеводства в Польше. Замок расположен на Краковско-Ченстоховской возвышенности и относится к системе так называемых Орлиных Гнезд.

## История
Точная дата основания укреплений на месте замка доподлинно неизвестна. Скорее всего, первые деревянные укрепления здесь были построены в XIV веке родом Топорчиков, которые взяли фамилию Морских от названия имения Морско. Они, вероятно, были рыцарями-разбойниками, за что король Владислав Локетек в 1327 году отобрал у них село и передал его монастырю в Мстуве. В документах этого периода не отмечается, существовал ли замок в Морске, однако по аналогии с другими окрестными замками, можно предположить, что во времена Казимира Великого здесь была построена сторожевая башня как составная часть укреплений на границе между Силезией и Малой Польшей. Вероятна также версия, что замок был построен князем Владиславом Опольским, который в конце XIV века владел этой местностью.
Первое упоминание о замке Бонковец (записано как Bancowecz) и его наследнике Николае Стшале датируется 1390 годом. Известны также последующие владельцы замка: в 1392 году — бурграф Петр из Марциновиц герба Лис, позже — Ян из Сецеховиц. В 1435 году замок вместе с другим прилегающим имуществом перешел в собственность сандецкого каштеляна Кристина из Козеглув и его потомков. На рубеже XV—XV веков владельцами Морска были Влодки, которым приписывается строительство нового каменного замка. Потом замком владели Бжеские и Гебултовские. С XVII века в замке уже никто не жил.
В 1927 году холм с развалинами замка стал собственностью архитектора Витольда Чечотта. За 6 лет, разобрав часть стен, он построил из полученного строительного материала дом, прилегающий к скале с развалинами.
После Второй мировой войны вдова Чечотта продала замок Забжанскому ремонтному заводу угольной промышленности, который превратил его в туристический центр, построив рядом лыжный подъемник и кафе.
В 1961 году была осуществлена консервация замковых руин, путем укрепления и повышения уцелевших стен. Руины внесли в реестр памятников в 1967 году.

## Современное состояние
С 1999 года отдыха-спортивная база находится в частной собственности, что способствовало ее активному развитию.
В наше время замком заботится союз «Morsko Plus», который планирует открыть здесь смотровую площадку и в дальнейшем осуществить реконструкцию и восстановление замка.

## Архитектура
Замок Бонковец построен на скале Тигр, возвышающейся над окружающей местностью. Замок в плане имел форму неправильного многоугольника, который находился на небольшом участке на вершине скалы и прилегающей к ней территории. Каменная брама, фрагменты которой сохранились до наших дней, вела в небольшой замковый двор, окруженный стенами и четырехугольными помещениями, анфиладно расположенными на противоположных сторон скалы. Полукруглые башни по углам играли наблюдательную и оборонительную роль.
Внешние стены были построены из тщательно подогнанного известняка, а внутренние части были построены из битого камня, залитого большим количеством известкового раствора. С востока к скале примыкал хозяйственный двор, защищенный земляной насыпью с овальной башней и сухим рвом. С юга замок был защищен каменной стеной, остатки которого можно проследить по сей день. Доступ к замку, через всю систему помостов и лестниц, был только пешеходным. Несмотря на удобное расположение и достаточно прочные фортификации, которые практически невозможно было захватить с помощью средневековых техник осады, замок не играл в истории важной роли.

## Галерея

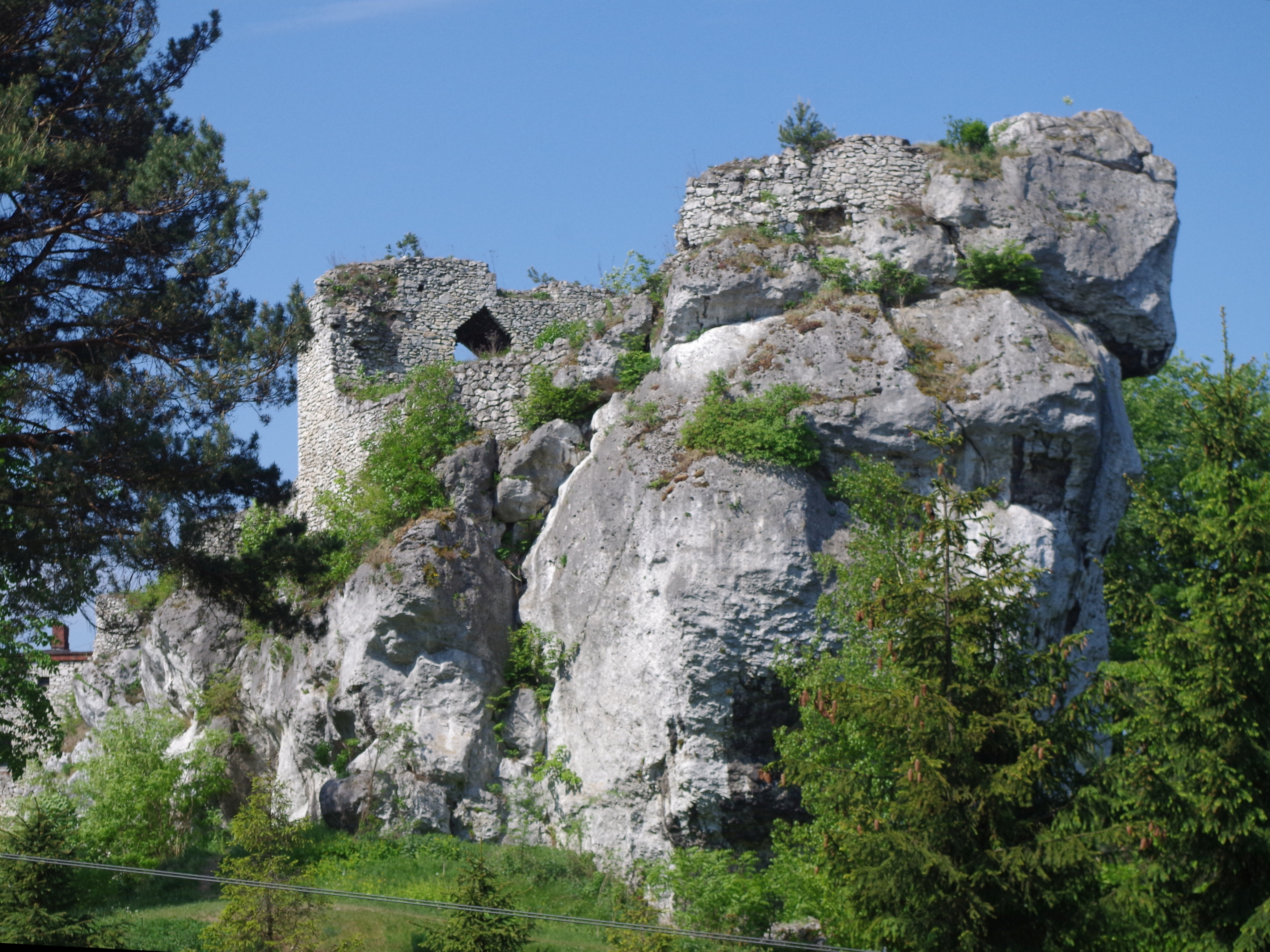
Скала Тигр
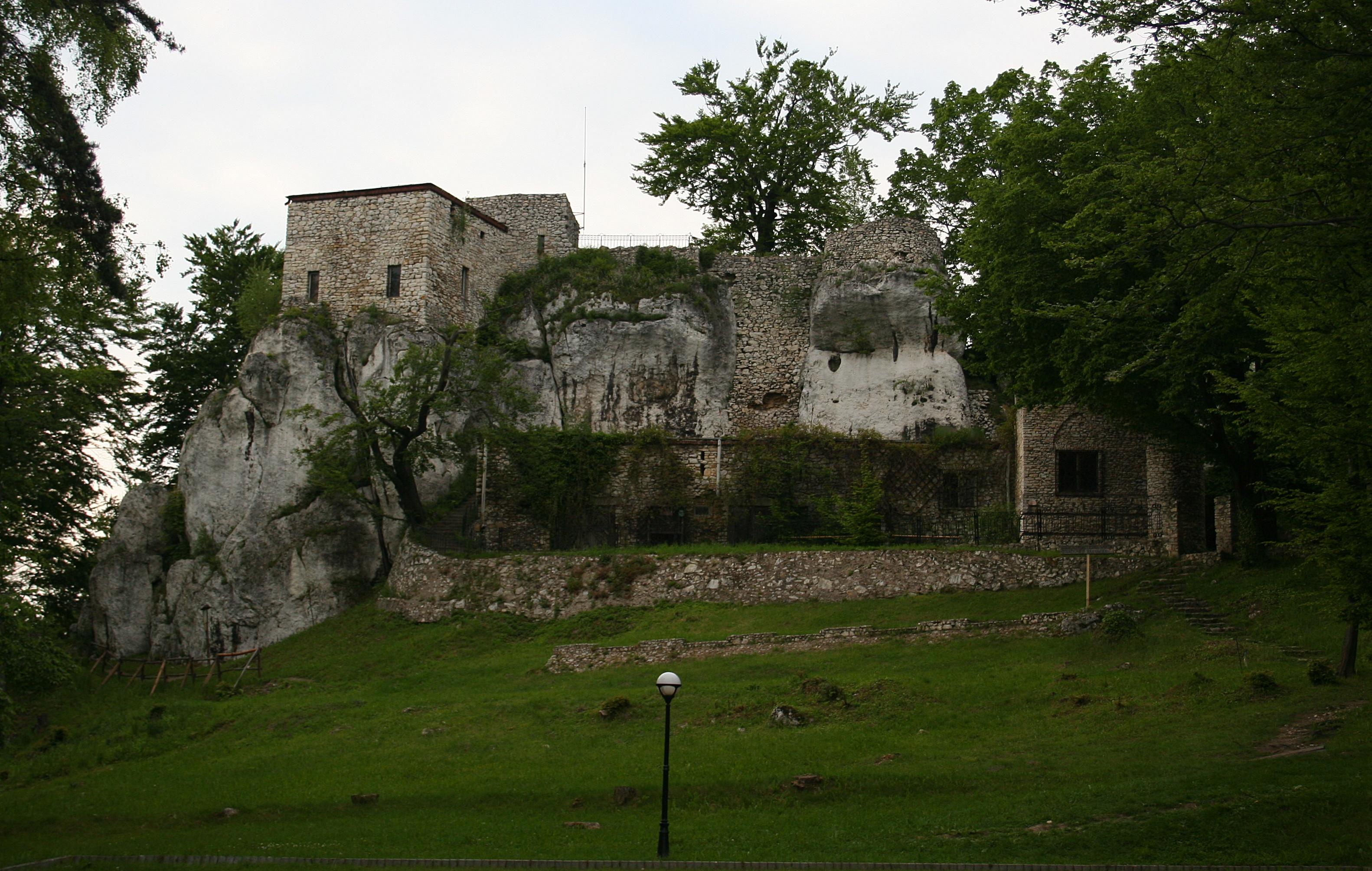
Вид замку
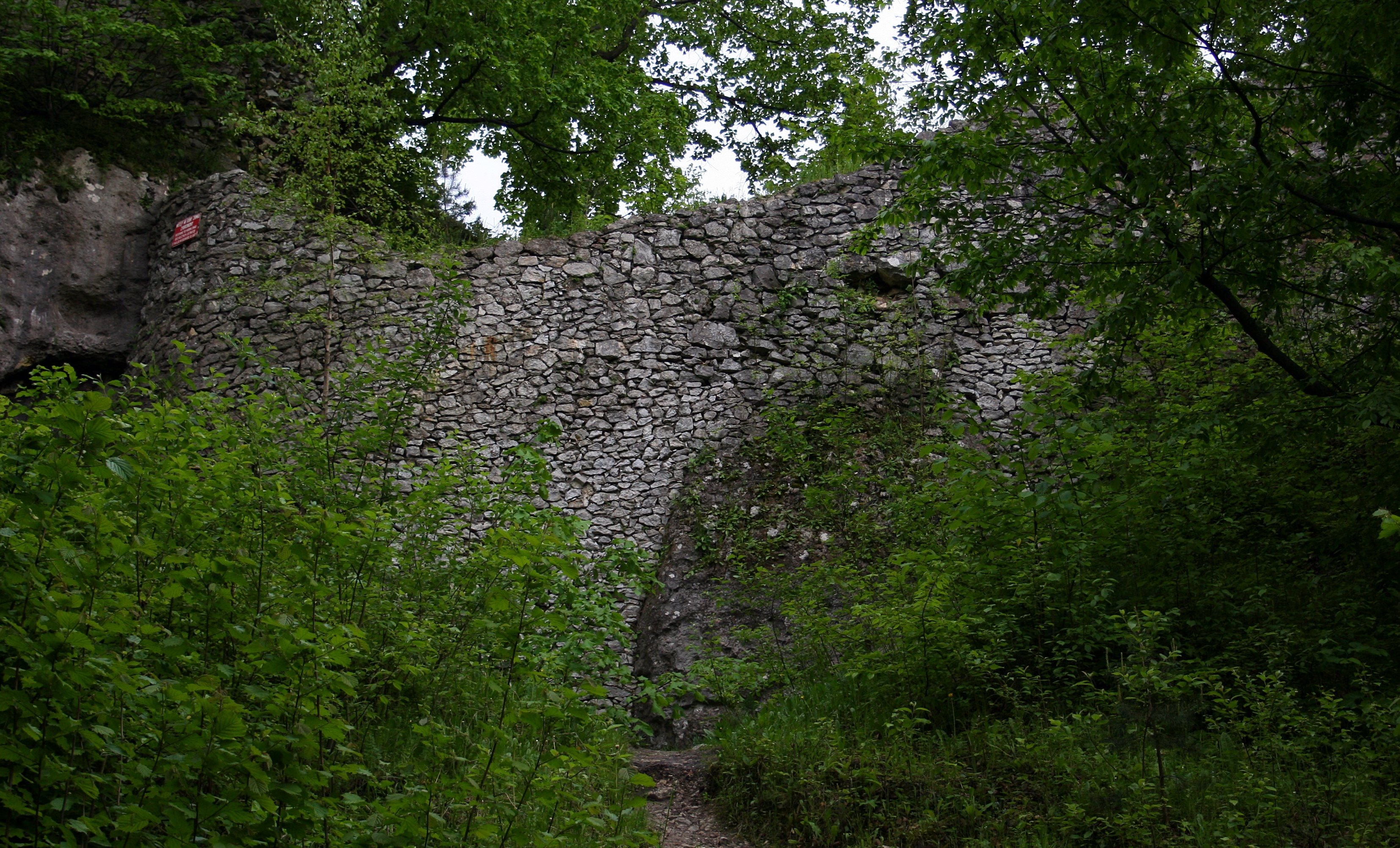
Фрагмент стен замка